# BeNe Cup (maschile)
La BeNe Cup è una competizione pallavolistica maschile di pallavolo per club belgi e olandesi: si affrontano le formazioni vincitrici della Liga A e dell'Eredivisie.

## Albo d'oro
| Edizione      | Edizione          | Podio     | Podio     | Podio     |
| Anno          | Sede della finale | Campione  | Risultato | Finalista |
| ------------- | ----------------- | --------- | --------- | --------- |
| 2024 Dettagli | 's-Hertogenbosch  | Roeselare | 3 - 1     | Orion     |

## Palmarès per club
| Squadre   | Titoli | Edizioni |
| --------- | ------ | -------- |
| Roeselare | 1      | 2024     |

## Palmarès per nazioni
| Nazione | Titolo |
| ------- | ------ |
| Belgio  | 1      |